# ブルーノート・カフェ
『ブルーノート・カフェ』（Bluenote Café）は、2015年11月13日にリプリーズ・レコードからリリースされたカナダ／アメリカのシンガー・ソングライター、ニール・ヤングのライヴ・アルバム。

## 概要
このアルバムはヤングのアーカイヴス・パフォーマンス・シリーズの第11巻で、ヤングが17枚目のスタジオ・アルバム『ディス・ノーツ・フォー・ユー』をレコーディングしたブルーノーツとの1987年から88年にかけてのアメリカ・ツアーの演奏を収録している。アルバムのジャケット・アートは、ニールが育ったウィニペグのメイン・ストリートにある古いブルーノート・カフェの正面とマーキーの写真である。
このアルバムには、「This Note's for You」のライヴ・ヴァージョンを除けば、当時未発表だった曲が多数収録されている。「Welcome to the Big Room」、「Bad News Comes to Town」、「Crime of the Heart」、「Doghouse」は、ニール・ヤングの公式リリースに初登場（「Doghouse」は、2011年にヤングの当時の妻ペギがアルバム『Bracing for Impact』でカヴァーしている）。このアルバムの2曲、「This Note's for You」と「Ain't It the Truth」は、以前ゲフィン・レコードのコンピレーション・アルバム『ラッキー・サーティーン』に収録されていた。

このツアーとアルバムに収録された曲のいくつかは、ヤングがスクワイアーズのメンバーだった10代の頃に書かれたものだ。ヤングは回顧録『ニール・ヤング自伝（Waging Heavy Peace）』の中で、ジミー・リードの影響を受けたこれらの曲を書いたことを回想している：
「フラミンゴ（オンタリオ州フォート・ウィリアムのクラブ）は、最終的に私たち（ザ・スクワイアーズ）をヴィクトリア・ホテルに呼んでくれた。ジミー・リード・スタイルを大々的にやっていたんだ。ジミーが大好きだったし、そういう音楽がクラブにぴったりだとわかっていたから。その流れですぐに「Find Another Shoulder」と「Hello Lonely Woman」というR&Bの曲をホテルで書いた。そのときももっとたくさん書いたよ。同じようなビートだった古い曲をひとつ復活させた。「Ain't It the Truth "という曲だった。これらの曲はすべてR&Bベースで、私たちは良い仕事をした」
ヤングは当初、ツアー終了直後に『ディス・ノーツ・フォー・ユー』ツアーの未発表曲を披露するための2枚組ライヴ・アルバムを制作していた。このアルバムは結局、CSN&Yの再結成アルバム『アメリカン・ドリーム』と1989年の『フリーダム』を優先し、お蔵入りとなった。
『ブルーノート・カフェ』のリリースは、その前年に亡くなったベーシスト、リック・ローザスへのトリビュートと見られている。

## 評価
| 専門評論家によるレビュー | 専門評論家によるレビュー |
| 総スコア                 | 総スコア                 |
| 出典                     | 評価                     |
| ------------------------ | ------------------------ |
| Metacritic               | 75/100                   |
| レビュー・スコア         |                          |
| 出典                     | 評価                     |
| Exclaim!                 | 4/10                     |
| Rolling Stone            | [ 5 ]                    |
| The Independent          | [ 6 ]                    |
| AllMusic                 | [ 7 ]                    |
| American Songwriter      | [ 8 ]                    |
| PopMatters               | [ 9 ]                    |
| Classic Rock Magazine    | [ 10 ]                   |
| The Irish Times          | [ 11 ]                   |

このアルバムは好意的な評価を受け、メタクリティックでは100点満点中75点を獲得している。PopMattersのクリス・ジェラードは、このアルバムに10点満点中9点の星をつけ、こう述べている： 「ブルーノート・カフェはニール・ヤングの真骨頂であり、ヤングの80年代の作品が、多くの人が期待したり認めたりする以上に価値があることのさらなる証拠だ"。逆に、Exclaim！のダニエル・シルヴェスターは、短い否定的なレビューの中で、「熱狂的なファンでさえ、これはマゾヒスティックな好奇心以外の何物でもないと感じるだろう 」と書いている。ローリング・ストーン誌のウィル・エルメスは3つ星レビューで、「80年代後半のライヴ録音は、ニール・ヤングの奇妙な時代のひとつを照らし出し、（部分的に）救済してくれる」と述べている。『アメリカン・ソングライター』誌のハル・ホロウィッツは、4つ星半の好意的なレビューで、「熱烈なニール・ヤング・ファンでさえ、彼の膨大なカタログの中のこの分派を十分に理解できないかもしれない。しかし、この驚くほど活気に溢れ、即効性のあるライヴ・コンピレーションは、ヤングがこの脇道を真剣に歩んでいたこと、そしてそれが彼の多様で曲がりくねったキャリアの中で、単なる忘れ去られそうな、一瞬の気まぐれ以上のものであったことを示している」。

## 収録曲
Disc 1
1. "Welcome to the Big Room" (Recorded on location at Mountain View Theater, Mountain View, California – 1987-11-07) – 7:31
2. "Don't Take Your Love Away From Me" (The Fillmore, San Francisco, California – 1987-11-12) – 9:30
3. "This Note's for You" (The Palace, Hollywood, CA – 1988-04-13) – 5:24
4. "Ten Men Workin'" (The World, New York City, New York – 1988-04-18) – 8:27
5. "Life in the City" (The World, New York City, New York – 1988-04-18) – 3:55
6. "Hello Lonely Woman" (The World, New York City, New York – 1988-04-18) – 4:46
7. "Soul of a Woman" (The World, New York City, New York – 1988-04-18) – 5:57
8. "Married Man" (The World, New York City, New York – 1988-04-21) – 3:07
9. "Bad News Comes to Town" (Agora Ballroom, Cleveland, Ohio – 1988-04-23) – 8:00
10. "Ain't It the Truth" (Agora Ballroom, Cleveland, Ohio – 1988-04-23) – 7:30
11. "One Thing" (Agora Ballroom, Cleveland, Ohio – 1988-04-23) – 6:41
12. "Twilight" (Agora Ballroom, Cleveland, Ohio – 1988-04-23) – 8:03

Disc 2
1. "I'm Goin'" (CNE, Toronto, Ontario, Canada – 1988-08-18) – 5:35
2. "Ordinary People" (Lake Compounce, Bristol, Connecticut – 1988-08-23) – 12:50
3. "Crime in the City" (Jones Beach, Wantagh, New York – 1988-08-27) – 7:22
4. "Crime of the Heart" (Pier 84, New York City, New York – 1988-08-30) – 5:36
5. "Welcome Rap" (Pier 84, New York City, New York – 1988-08-30) – 0:36
6. "Doghouse" (Pier 84, New York City, New York – 1988-08-30) – 4:08
7. "Fool for Your Love" (Pier 84, New York City, New York – 1988-08-30) – 4:20
8. "Encore Rap" (Pier 84, New York City, New York – 1988-08-30) – 0:25
9. "On the Way Home" (Poplar Creek Music Theatre, Hoffman Estates, Illinois – 1988-08-16) – 3:01
10. "Sunny Inside" (Pier 84, New York City, New York – 1988-08-30) – 3:44
11. "Tonight's the Night" (Pier 84, New York City, New York – 1988-08-30) – 19:26

## メンバー
ツアー・メンバー
- ニール・ヤング - ヴォーカル、ギター、ハーモニカ
- トム・ブレイ、ジョン・フーモ - トランペット
- クロード・カイリエ - トロンボーン、バッキング・ヴォーカル
- ベン・キース - アルト・サックス
- スティーヴ・ローレンス（リード・テナー・サックス、キーボード、バッキング・ヴォーカル
- ラリー・クラッグ（バリトン・サックス
- フランク・サンペドロ - キーボード、ギター、バッキング・ヴォーカル
- リック・ローザス - ベース（ディスク1のトラック1-2を除く）
- チャド・クロムウェル - ドラム（ディスク1のトラック1-2を除く）
- ビリー・タルボット - ベース（ディスク1トラック1-2のみ）
- ラルフ・モリーナ - ドラム（ディスク1トラック1-2のみ）

制作スタッフ
- ニコ・ボーラス - 制作
- ゲイリー・バーデン、ジェニス・ヘオ - アートディレクション＆デザイン
- アーロン・ラポポート、ジャック・ハーパー、ヘンリー・ディルツ - 撮影